# Five (The Agonist)
Five è il quinto album in studio del gruppo musicale canadese The Agonist, pubblicato il 30 settembre 2016 dalla Napalm Records.

## Descrizione
Il disco è stato prodotto da Mike Plotnikoff e si compone di tredici brani inediti e una cover. Da esso sono stati estratti come singoli The Chain, The Moment e Take Me to Church, cover dell'omonimo brano del cantautore irlandese Hozier.

## Tracce
Testi e musiche di The Agonist.
1. The Moment – 4:14
2. The Chain – 3:12
3. The Anchor and the Sail – 3:49
4. The Game – 2:51
5. The Ocean – 4:27
6. The Hunt – 3:36
7. The Raven Eyes – 5:35
8. The Wake – 2:45
9. The Resurrection – 5:22
10. The Villain – 5:01
11. The Pursuit of Emptiness – 4:04
12. The Man Who Fell to Earth – 3:53
13. The Trial – 4:34
14. The Bonus: Take Me to Church (Cover) – 3:47

Traccia bonus nell'edizione giapponese
1. The Raven Eyes (Acoustic)

## Formazione
Hanno partecipato alle registrazioni, secondo le note di copertina:
Gruppo
- Vicky Psarakis – voce, composizione strumenti ad arco
- Danny Marino – chitarra
- Chris Kells – basso, cori
- Simon McKay – batteria
- Paco Jobin – chitarra

Produzione
- Mike Plotnikoff – produzione, missaggio (eccetto traccia 8)
- Hatsukazu "Hatch" Inagaki – ingegneria del suono
- Igor Khoroshev – arrangiamento strumenti ad arco, missaggio (traccia 8)
- Paul DeCarli – montaggio
- Maor Appelbaum – mastering
- Shaun Exrol – assistenza tecnica
- Carl Stoodt – assistenza tecnica